# Taenaris honrathi
Taenaris honrathi är en fjärilsart som beskrevs av Otto Staudinger 1886. Taenaris honrathi ingår i släktet Taenaris och familjen praktfjärilar. Inga underarter finns listade i Catalogue of Life.